# Lleopard persa
El lleopard persa (Panthera pardus ciscaucasica) és la subespècie més grossa de lleopard i és nativa del nord de l'Iran, est de Turquia, el Caucas, sud del Turkmenistan, i parts occidentals de l'Afganistan. És una espècie amenaçada en tota la seva distribució amb menys de 871–1,290 individus madurs i amb una població en declivi. Possiblement també es troba al nord de l'Iraq.

## Característiques
El lleopard persa pesa uns 90 kg i és de color clar. La seva coloració varia i a l'Iran es troben tant individus pàl·lids com de foscos.
La llargada mitjana és de 259 cm.